# سان کریستوبال (کوبا)
سان کریستوبال (به اسپانیایی: San Cristóbal) یک منطقهٔ مسکونی در کوبا است که در استان آرتمیسا واقع شده است. سان کریستوبال نام اصلی هاوانا، پایتخت کوبا بود که در سال ۱۵۱۹ تأسیس شد.
سان کریستوبال ۹۳۶ کیلومتر مربع مساحت و ۷۰٬۸۳۰ نفر جمعیت دارد و ۵۰ متر بالاتر از سطح دریا واقع شده است.
در سال ۲۰۲۲، سان کریستوبال با مساحت ۹۳۶ کیلومتر مربع (361 مایل مربع)، ۷۱٬۰۹۸ نفر جمعیت داشت و دارای تراکم جمعیت 75.7/km2 ( 196/mill مربع) بود.

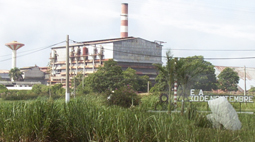
کارخانه قند سان کریستوبال

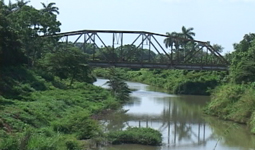
رودخانه سان کریستوبال در غرب کوبا